# أناتولي كاشيروف
أناتولي كاشيروف (بالروسية: Каширов, Анатолий Андреевич) مواليد 19 مايو 1987 في موسكو، الجمهورية الروسية السوفيتية الاتحادية الاشتراكية، هو لاعب كرة سلة روسي. بدأ مسيرته الاحترافية في سنة 2005. يلعب في الدوري الليتواني لكرة السلة كلاعب وسط.

## المسيرة الاحترافية
لعب مع نادي سسكا موسكو لكرة السلة في الدوري الروسي من سنة 2005 إلى 2008، ثم لعب مع تايغرز توبينغن في الدوري الألماني في موسم 2010–2011، ثم لعب مع نادي أريس لكرة السلة في سنة 2011، ثم لعب مع نادي فينتسبيلس لكرة السلة في سنة 2013، ثم لعب مع تايغرز توبينغن في الدوري الألماني من سنة 2013 إلى 2015، ثم لعب مع خيمكي في الدوري الروسي في سنة 2015.

## روابط خارجية
- أناتولي كاشيروف على موقع الاتحاد الدولي لكرة السلة (الإنجليزية)
- أناتولي كاشيروف على موقع الدوري الأوروبي لكرة السلة (الإنجليزية)
- أناتولي كاشيروف على موقع كرة السلة الأوروبية.كوم (الإنجليزية)
- أناتولي كاشيروف على موقع DraftExpress.com (الإنجليزية)
- أناتولي كاشيروف على موقع ريلجم (الإنجليزية)
- أناتولي كاشيروف على موقع سبورتس رفرنس (الإنجليزية)